# Franco Fasciana Jr.
Franco Fasciana (Barinas, Venezuela, 9 de mayo de 1990) es un futbolista venezolano. Apodado Fanquito o Franco Jr por ser el hijo de un exfutbolista del mismo nombre, juega de volante mixto y actualmente juega en el Aragua FC de la Primera División de Venezuela.

## Trayectoria
Es un volante mixto, rápido y técnico, capaz de destruir y generar jugadas; es considerado como una de las futuras "promesas" del Fútbol Venezolano.
Nació en Barinas, Venezuela, pero desde muy pequeño partió con su familia rumbo a Maturín, Venezuela, donde se crio y se formó como futbolista. Franco inició la práctica del fútbol desde muy pequeño en Escuela de Fútbol menor del Centro Español de Maturín y en las categorías inferiores del Monagas Sport Club.
Franco Fasciana nació en una familia de reconocidos futbolistas y técnicos venezolanos, como lo son su papá Franco Fasciana jugador y estratega, y su tío el arquero José Fasciana, que actualmente es el arquero titular y capitán del Zulia FC, equipo de la Primera División de Venezuela.
Debutó en primera división el 30-9-2007 con el Unión Atlético Maracaibo en un partido contra el Zamora FC, equipo de su ciudad natal Barinas, en la jornada número 8 del torneo, entrando en la segunda mitad disputando 44'.
En la Temporada 2007/08 disputó 14 partidos 8 de titular jugando 631º minutos logrando finalizar 4.º lugar del torneo venezolano y logrando la final en la Copa Venezuela disputando 2 partidos en Copa jugando 180 minutos.

### FC Barcelona, (Juvenil A)
Con apenas 18 años en junio del 2008 el venezolano es fichado por el  FC Barcelona para que juegue en el Juvenil A del mismo.
La propuesta llegó en el Campeonato Sudamericano Sub-17 de 2007 realizado en Ecuador donde los ojeadores del Barcelona se fijaron en el, Pepe Acosta, le pregunto si quería jugar con el Barcelona Fasciana pensó que era un chantaje, porque ese tipo de torneo se presta para eso y no lo tomo en serio, pero los ojeadores hablaron también con su representante Juan Mata y desde ahí hubo un seguimiento.
Los ojeadores lo siguieron viendo en el Torneo Venezolano, finalmente en junio del 2008 lo llamaron nuevamente y fichó con el club catalán con un contrato por dos años.
El jugador viajó el 26 de julio para incorporarse a los entrenamientos el 28 del mismo mes, en sus primero días con el club, Franco dejó impresionados a los dirigentes de la Juvenil A del Barcelona y los dejó satisfechos con su rendimiento en el campo.
El 29 de septiembre de 2008 debutó con el FC Barcelona (Juvenil A) contra el Girona FC con victoria de su equipo 4-2.

### Real Oviedo, (Vetusta)
En octubre de 2009 se incorpora a uno de los equipos históricos del fútbol español, el Real Oviedo, que actualmente milita en la Segunda División B para formar parte de su segundo equipo, el Real Oviedo Vetusta de la Regional Preferente de Asturias

## Selección nacional
Fasciana ha participado en las categorías menores de la selección venezolana, obteniendo el 5.º lugar en el Sudamericano Sub-17 realizado en Ecuador de 2007.
El responsable de la selección venezolana, César Farias lo convocó a varios amistosos con la selección nacional Sub-20 de Venezuela durante el año 2008.

### Campeonato Sudamericano Sub-17
| Sudamericano Sub-17 | Sede    | Resultado | PJ | Goles |
| ------------------- | ------- | --------- | -- | ----- |
| Sudamericano 2007   | Ecuador | 5.º Lugar | 9  | 0     |

- Disputó los 9 partidos los 9 de titular jugando 756º minutos.

## Clubes
| Club                                 | País      | Año       | PJ | Goles |
| ------------------------------------ | --------- | --------- | -- | ----- |
| Monagas Sport Club (Juvenil)         | Venezuela | 2005-2007 |    |       |
| Unión Atlético Maracaibo             | Venezuela | 2007-2008 | 16 | 0     |
| FC Barcelona (Juvenil A)             | España    | 2008-2009 | 3  | 0     |
| Real Oviedo Vetusta (Reg.Preferente) | España    | 2009-?    | 3  | 1     |
| Zamora FC                            | Venezuela | 2010-2012 |    |       |
| Aragua FC                            | Venezuela | 2012-2013 |    |       |
| Potros de Barinas                    | Venezuela | 2013-     |    |       |

### Competiciones
| Competición                     | PJ | Goles |
| ------------------------------- | -- | ----- |
| Liga Venezolana                 | 14 | 0     |
| Copa Venezuela                  | 2  | 0     |
| División de Honor Juvenil       | 3  | 0     |
| Regional Preferente de Asturias | 3  | 1     |
| Total de Carrera                | 22 | 1     |

## Palmarés

### Campeonatos nacionales
| Título                    | Club         | País   | Año     |
| ------------------------- | ------------ | ------ | ------- |
| División de Honor Juvenil | FC Barcelona | España | 2008/09 |
| Copa de Campeones Juvenil | FC Barcelona | España | 2008/09 |